# Клан Макміллан

Ембрема (гребінь, хрест) клану Макміллан.

Герб вождів клану Макміллан.

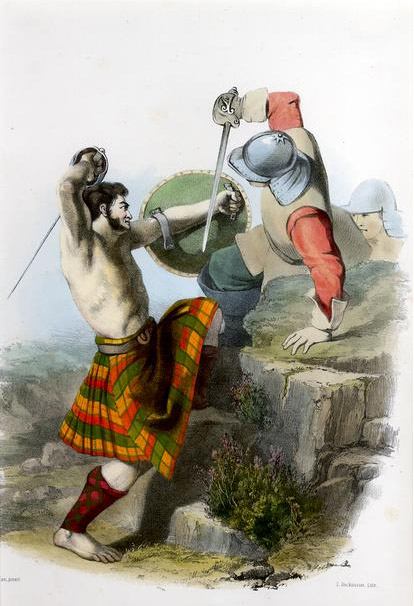
Чоловік з клану Макміллан у традиційному одязі. Малюнок художника Р. Р. МаЯна, 1845 рік.

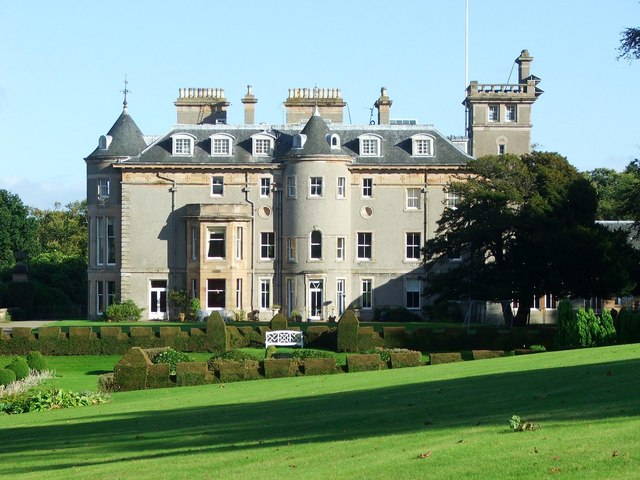
Фінлайстоун — резиденція вождів клану Макміллан.

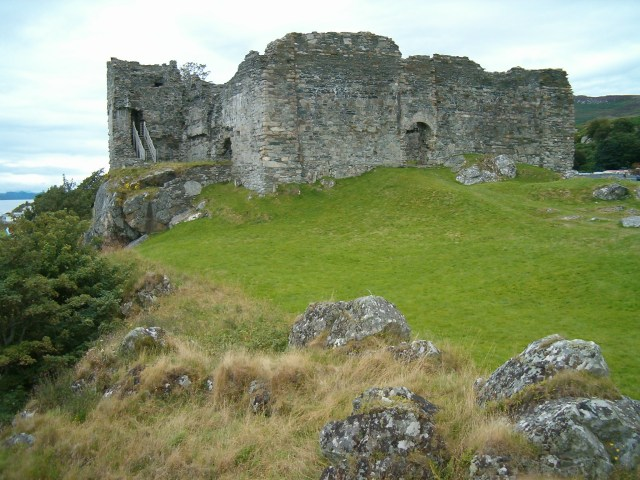
Замок Свін — історичний центр клана Макміллан.

Клан Макміллан (шотл. — Clan MacMillan, гельск. — MacGhilleMhaolain) — клан Мак Гілле Ваолайн — один з гірських шотландських кланів Гайленда. У XII столітті цей клан жив у землях Лохабер (шотл. — Lochaber). Клан підтримав боротьбу Роберта Брюса в його боротьбі за свободу Шотландії, потім підтримав боротьбу Лорда Островів у його боротьбі проти шотландського короля. Під час повстання якобітів у XVIII столітті люди клану Макміллан розділились на тих, хто підтримав повстання і тих, хто лишились в стороні від повстанців.

## Історія клану Макміллан

### Походження клану Макміллан
Клан Макміллан походить від давнього ірландського королівського клану і від місіонерів церкви. Святий Колумба (Колум Кілле) місіонер з королівського ірландського роду заснував монастир на острові Йона. У ранньому середньовіччі звичай целібату не був поширений серед кельтських священиків — багато з них були одружені. Тільки в часи королеви Маргарет в Шотландії церковні закони типові католицької Європи. Король Шотландії Олександр І намагався інтегрувати ці дві церковні традиції. Він призначив Кормака єпископом Данкельда. Одним з синів Кормака був Гілліе Хріосд (гельск. — Gillie Chriosd), що і став засновником клану Макміллан. Кельтська церква взагалі відрізнялася суттєво щодо церковних традицій, тонзури, календаря від католицької церкви іншої частини Європи. Коли король Шотландії Девід І ліквідував Мормерство Морея, клан Макміллан оселився на берегах озера Лох-Аркайг в Лохабері.

### XIV століття— війна за незалежність Шотландії
Під час війни за незалежність Шотландії клан Макміллан підтримав Роберта Брюса — борця за незалежність і майбутнього короля вільної Шотландії. Після того як Роберт Брюс конфліктуючи з кланом Комин вбив Джона Червоного Комина в Грейфрайарсі в церкві Дамфріс, він був змушений тікати і ховатися в горах Шотландії. Роберта Брюса прихистив Маолмуйре (гельск. — Maolmuire) — вождь клану Макміллан. Брат вождя клану Макміллан — Гілберт — барон Кена залишався довгий час біля майбутнього короля і брав участь у битві під Баннокберн. Гілберт став предком септи Макміллан з Броклоха, що була великою і важливою гілкою клану Макміллан в землях Галловей (шотл. — Galloway).
Нащадок Роберта Брюса король Шотландії Девід (Давид) II вів боротьбу з Лордом Островів і кланом Макміллан, що був лояльним до Лорда Островів. Клан Макміллан був вигнаний з земель на берегах озера Лох-Тей у 1360 році. Джон Островитянин — Лорд Островів надав клану Макміллан землі в Кнепдейл. Олександр V — XII вождь клану Макміллан спорудив оборонну башту і поставив кам'яний кельтських хрест. Клан Макміллан отримав у володіння один з найдавніших замків Шотландії — замок Свін після того як вождь клану Макміллан Олександр одружився з Еркою — дочкою вождя клану МакНейлл. Олександр збудував у цьому замку вежу, яка стала називатися вежею Макміллана. Хрест був поставлений біля церкви Кілморі — недалеко від місць, де вождь клану Макміллан полював на оленів.

### XVIII століття
У 1742 році нащадки вождів клану Макміллан по прямій лінії вимерли і верховенство було передано гілці Макміллан Данмор, що володіла землями на берегах озера Лох-Тарберт. Макміллани не підтримували рух якобітів по релігійним причинам. У 1745 році спалахнуло чергове повстання якобітів. Джон Макміллан Мурраган, що належав до гілки клану, яку пізніше очолив Лохабер Макміллан, відмовився приєднатися до повстання яке очолив Чарльз Едвард Стюарт і заявив, що приєднається до повстанців тільки тоді, коли Стюарти відмовляться від католицької віри. Але старший син Джона Макміллана вирішив взяти участь у війні, очолив загін полку Лохіел і брав участь у битві під Куллоден. Обидва сини Джона Макміллана загинули в бою. Дональд Макміллан Туллох після поразки повстанців здався герцогу Камберленду за умови, що він і його люди будуть помилувані. Але замість цього вони були без суду відправлені на заслання на Карибські острови. Х'ю Макміллан після поразки в битві під Куллоден допоміг принцу Чарльзу тікати і переховував його в гроті Гленн Аффрік, що на пагорбах Лох-Аркайг.
Олександр Макміллан Думор обіймав посаду хранителя королівського персня в Едінбурзі, він помер у 1770 році. Він призначив своїм спадкоємцем свого двоюрідного брата — Дункана Макміллана, адвоката. Ця гілка була відома як Макміллан Лагалгрейв. Їх не визнають як повноправних вождів клану. Брат Дункана Макміллана — Вільям Макміллан служив капітаном морської піхоти під командуванням адмірала Нельсона на його флагмані «Вікторія».
Правнук капітана Вільяма — генерал Гордон Макміллан довгий час навіть не знав, що він є вождем клану Макміллан, аж доки не вирішив вступити до військової авіаційної школи. Коли він став курсантом, його родовід дослідив і повідомив йому преподобний Сомерленд Макміллан. Сер Гордон Макміллан потім жив в резиденції вождів клану в замку Фінлайстоун у Ренфруширі.

## Замки клану Макміллан
- Замок Лаверс — розташований за вісім миль на схід від Кілліна, на горі Бен Лаверс, на північ від озера Лох-Тей у Перширі. Був резиденцією вождя клану Макміллан, коли він дав притулок і захист Роберту Брюсу. Але цей замок у 1370 році захопив клан Кемпбелл.
- Замок Свін — на березі озера Лох-Свін. Нині в руїнах. Замок був збудований кланом Свіні, але захоплений кланом Макміллан у 1362 році. Землі навколо замку називалися Кнеп, тому гілка клану, яка тут жила називалася Макміллан Кнеп. Замок має вежу, яка була названа на честь клану Макміллан. На півдні Кілморі Кнеп є каплиця, біля якої стоїть давній хрест клану Макміллан. Замок пізніше перейшов у володіння клану Кемпбелл.
- Замок Блоклох — стоїть у чотирьох милях на південний схід від Монайв, що в Дамфрісі. Тут жили Гілберт Макміллан та барон Кен — сподвижники Роберта Брюса.
- Замок Фінлайстоун — у трьох милях на схід від Порт-Глазго, у Ренфруширі. Належав клану Кеннінгем сотні років, але зараз належить клану Макміллан.